# Bolshecapnia maculata
Bolshecapnia maculata is een steenvlieg uit de familie Capniidae. De wetenschappelijke naam van de soort is voor het eerst geldig gepubliceerd in 1954 door Jewett.